# 水仙宮市場
22°59′49″N 120°11′51″E / 22.996948°N 120.197517°E

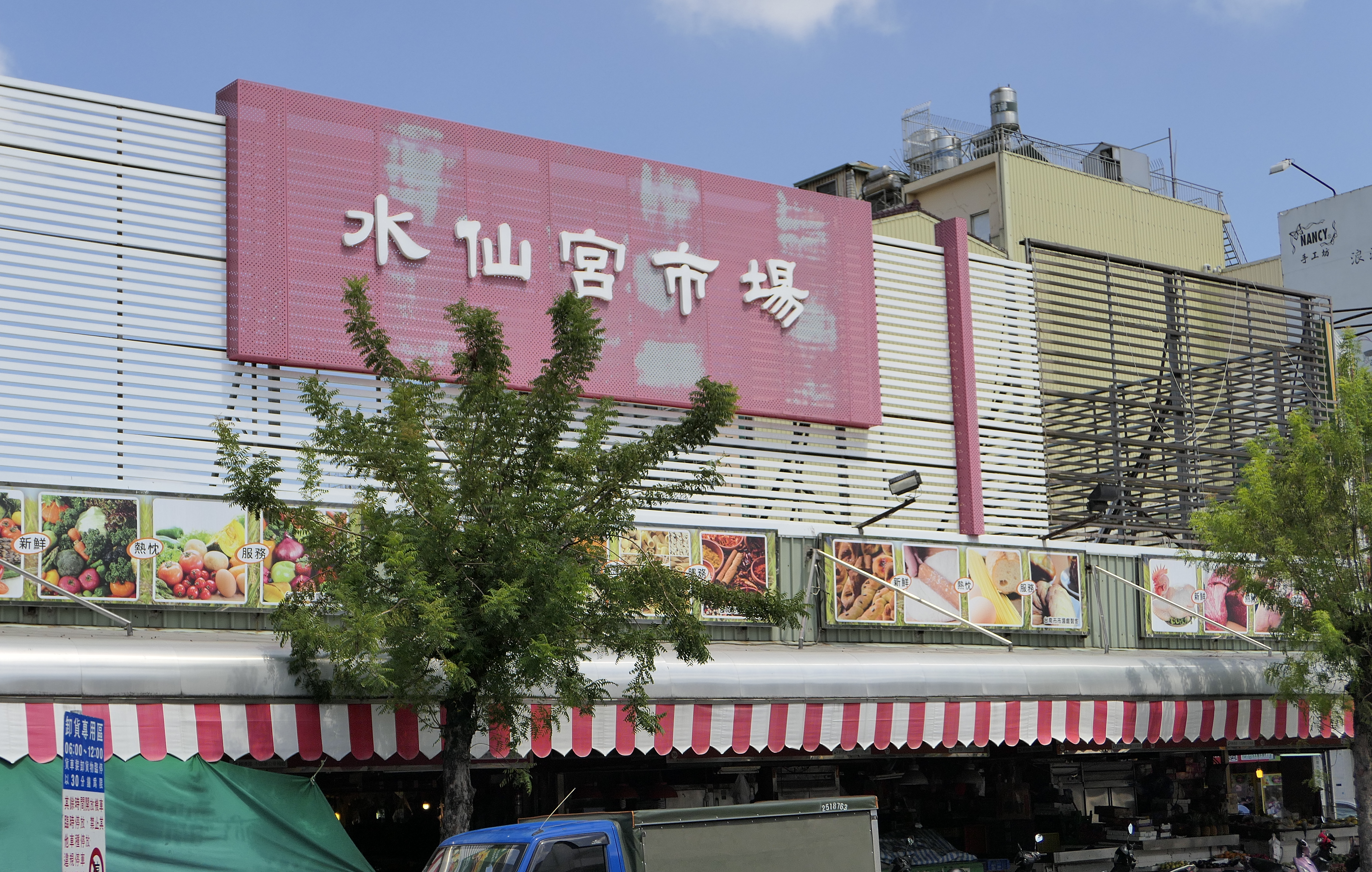
臺南水仙宮市場

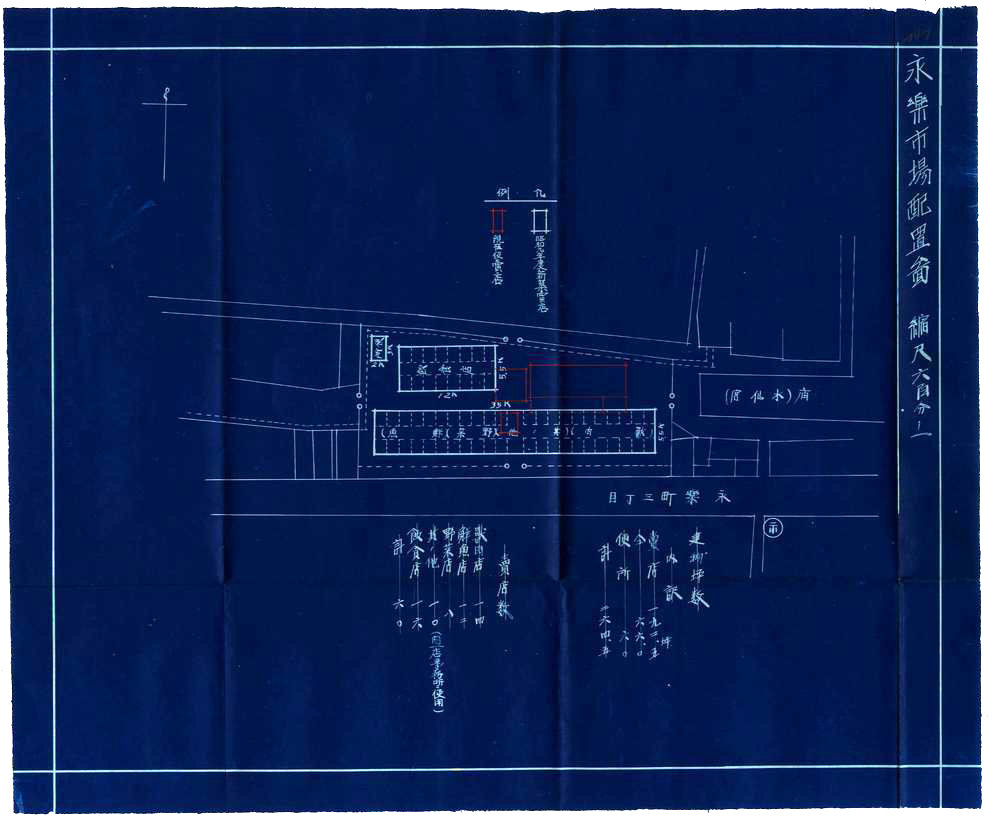
1934年台南永樂市場新築配置圖

水仙宮市場為台南市中西區的一座傳統市場，位於水仙宮前方，正式名稱為水仙宮公有零售市場，共有130攤攤位，主要販售蔬果及生鮮熟食，並與鄰近的永樂市場形成一大範圍的市集。地址為台南市中西區海安路二段230號。

## 沿革
水仙宮前方在過去即是五條港的南勢港港道，商業活動盛行，在清代即有攤販聚集在水仙宮前而形成市集。大正7年（1918年）在此設置西市場永樂町分市場，簡稱永樂市場，並在昭和9年（1934年）提出改建。戰後於民國48年（1959年）在原地設立長樂市場。市場在民國74年1月（1985年）發生火災後，重建啟用至今，並將名稱改為水仙宮市場。民國82年（1993年）為了海安路拓寬工程拆除部分市場。